# 皇家市頌讚殿劇院

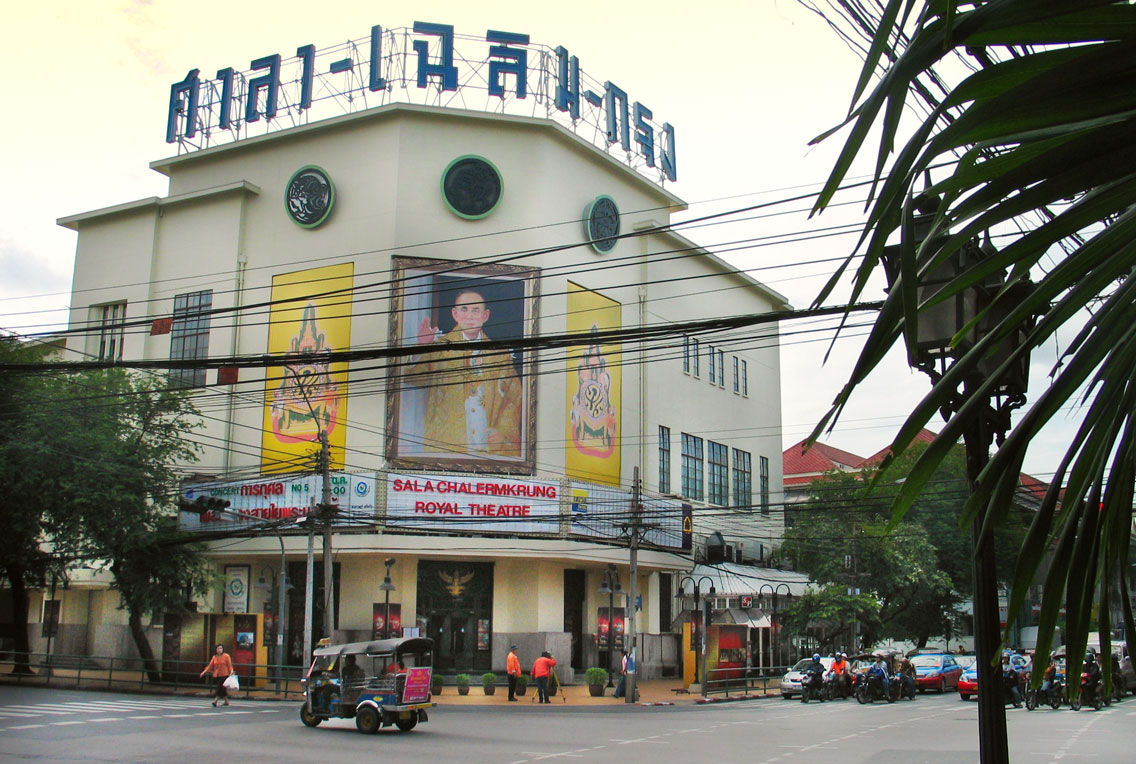
皇家市頌讚殿劇院在2006年9月的外觀

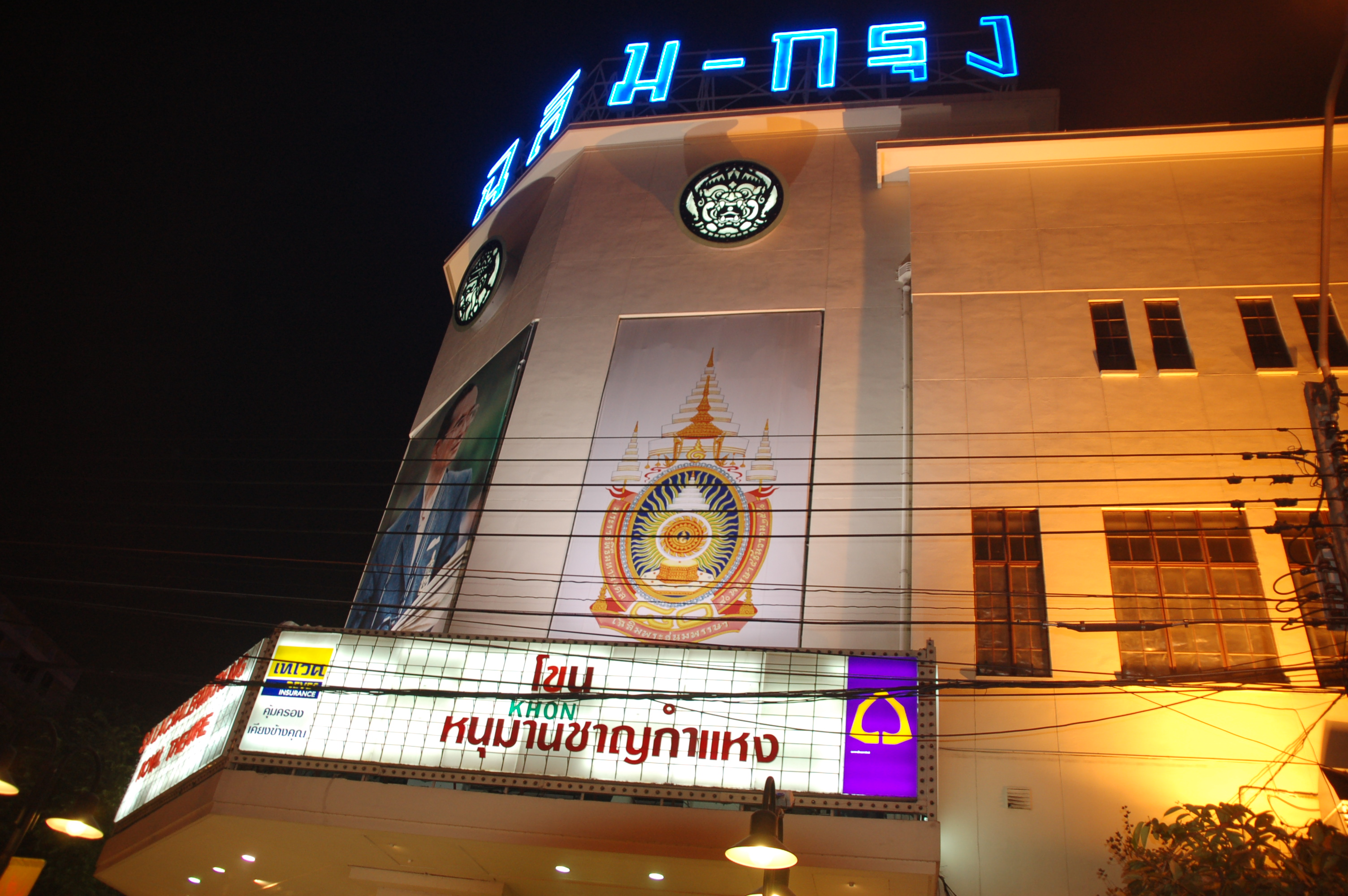
皇家市頌讚殿劇院在2008年2月15日的夜景

皇家市頌讚殿劇院（泰語：ศาลาเฉลิมกรุง；英語：Sala Chaloem Krung Royal Theatre）位於泰國首都曼谷拍那空縣石龍軍路的劇院，处在曼谷昔日繁华的汪布拉帕区。

## 歷史
它是拉瑪七世時代的為慶祝曼谷建立150週年的20個新建設之一，它由一位留學法國巴黎法國美術學院的暹羅學生在1933年設計，當年暹羅的電影院只是木架鋅片頂的小型簡陋設計，它是亞洲第一間設有水冷空氣調節機的娛樂機構，設有2,000座位專門放映美國電影的戲院，1933年7月2日（星期日）開始放映電影，首映"เรื่องมหาภัยใต้ทะเล"（海底無凶險）。1993年停止放映電影，改裝成表演泰國傳統戲劇舞蹈的劇院。它採用高科技的燈光及音響。詩麗吉王后與皇室成員在2001年8月12日（星期日）曾經御駕該劇院。

## 地址
- 泰語：เลขที่ 66 ถนนเจริญกรุง แขวงวังบูรพาภิรมย์ เขตพระนคร กรุงเทพมหานคร 10200
- 中文：泰國，曼谷大京都，拍那空縣，翁布拉帕披隆區，石龍軍路66號，郵遞區號：10200。
- 英語：66 Charoen Krung Road, Wang Burapha Pirom, Phra Nakhon, Bangkok 10200, Thailand.

## 演出時間
星期五及星期六，晚上8時30分。

## 票價
1,000泰銖、1,200泰銖

## 公共交通
- 公共汽車
  - 第8路：勝利紀念碑、金山寺 (泰國)、耀華力路、威它尼醫院（Vejthani Hospital โรงพยาบาลเวชธานี）、乍都節公園
  - 第48路：國家運動場、憶甲米東部長途汽車總站、臥佛寺 (曼谷)、沙炎中心、大商場購物中心
  - 第73路：匯權（Huai Khwang  ห้วยขวาง）－ 紀念橋（Phra Phuttha Yodfa Bridge สะพานพระพุทธยอดฟ้า）

## 外部連結
- 泰國曼谷石龍軍路：皇家市頌讚殿劇院的官方網站 （页面存档备份，存于）